# Xenopus andrei
Espèce
Statut de conservation UICN

 LC  : Préoccupation mineure
Xenopus andrei est une espèce d'amphibiens de la famille des Pipidae.

## Répartition
Cette espèce est endémique du centre de l'Afrique. Elle se rencontre, :
- dans le sud du Cameroun ;
- dans le nord du Gabon ;
- dans le sud-ouest de la République centrafricaine.

Sa présence est incertaine en Guinée équatoriale, en République démocratique du Congo et en République du Congo.

## Publication originale
- Loumont, 1983 : Deux especes nouvelles de Xenopus du Cameroun (Amphibia, Pipidae). Revue Suisse de Zoologie, vol. 90, no 1, p. 169-177 (texte intégral).